# Dmitrievskij rajon
Il Dmitrievskij rajon (in russo Дмитриевский район?) è un rajon dell'Oblast' di Kursk, nella Russia europea; il capoluogo è Dmitriev-L'govskij. Fondato nel 1928, ricopre una superficie di 1.270 chilometri quadrati.